# KRI Cakra (401)
Le KRI Cakra (401) est le navire de tête de la classe Cakra, formée de deux sous-marins d'attaque conventionnels diesel-électriques exploités par la marine indonésienne.

## Nom
Le navire est nommé d’après le Cakra, une arme en forme de roue avec des dents ressemblant à des fers de lance qui appartenait à Batara Wisnu, un personnage récurrent du théâtre de marionnettes wayang.

## Construction
Le KRI Cakra a été commandé le 2 avril 1977, sa quille a été posée le 25 novembre 1977 et il a été achevé le 18 mars 1981. Le navire a été conçu par Ingenieurkontor Lübeck de Lübeck, construit par Howaldtswerke-Deutsche Werft de Kiel et vendu par Ferrostaal d’Essen, tous agissant ensemble comme un consortium ouest-allemand.

## Historique opérationnel
Les deux sous-marins de classe Cakra, le Cakra et le KRI Nanggala (402), furent les seuls sous-marins actifs dans la marine indonésienne entre le démantèlement du KRI Pasopati en 1994 et la mise en service du KRI Nagapasa (403) en 2017,.
Les deux navires de la classe Cakra ont subi d’importants carénages à HDW pendant trois ans, de 1986 à 1989. Le Cakra a été réaménagé à nouveau à Surabaya de 1993 à avril 1997, y compris le remplacement des batteries et la mise à jour des Sinbad TFCS.
Le Cakra a commencé un autre carénage au chantier naval de Daewoo, en Corée du Sud, en 2004. Celui-ci a été achevé en 2005. Les travaux auraient inclus de nouvelles batteries, la révision des moteurs et la modernisation du système de combat.